# Ian Ballinger
Ian Roy Ballinger (* 21. Oktober 1925 in New Plymouth; † 24. Dezember 2008 in Christchurch) war ein neuseeländischer Sportschütze.

## Erfolge
Ian Ballinger nahm an drei Olympischen Spielen teil. Bei den Olympischen Spielen 1968 in Mexiko-Stadt erzielte er mit dem Kleinkalibergewehr in der Konkurrenz im liegenden Anschlag auf 50 m 597 Punkte. Der punktgleiche Nicolae Rotaru hatte wie Ballinger in der letzten Runde 100 Punkte geschossen, in der vorletzten Runde jedoch lediglich 99 Punkte, während Ballinger ebenfalls eine glatte 100 erzielt hatte. Damit erhielt Ballinger als Drittplatzierter die Bronzemedaille. Er war der erste Neuseeländer, der eine olympische Medaille im Schießen gewann. 1972 kam er in München in derselben Konkurrenz nicht über den 46. Rang hinaus, die Olympischen Spiele 1976 schloss er in dieser auf Rang 20 ab. Er war zudem Teilnehmer der Commonwealth Games 1974 und 1978, gewann aber keine Medaille.
Sowohl Ballingers Vater als auch sein Sohn waren ebenfalls als Sportschützen aktiv. Ballinger selbst handelte zunächst mit Sportartikeln, ehe er ein Verkaufsgeschäft für Schusswaffen eröffnete. Nachdem er dieses zunächst mit einem Partner geführt hatte, zahlte er diesen 1961 aus und blieb bis zu seiner Pensionierung 1981 alleiniger Geschäftsführer.